# Durant (Iowa)
Durant è una città degli Stati Uniti d'America, situata nello Stato dell'Iowa, nella contea di Cedar e in parti minori nella contea di Scott e nella contea di Muscatine.